# 정6위
정6위(正六位)는 일본의 위계와 신계의 지위 중 하나이다. 종5위 아래에, 종6위의 윗 단계에 위치한다. 훈등은 훈5등에, 공급으로는 공5급에 해당한다.

## 개요
율령제 하에서 6위는 하국의 국사(国司)와 국부(国府)의 차관이 서임되는 정도였다. 지하인 위계로 되어 5위 이상의 ‘귀족’(通貴)은 차별화된 위계이며 승전(昇殿)이 허용되지 않았다. 단, 쿠로도(蔵人)의 경우 그 직무상 6위라도 승전이 허용되었고, 5위 이상인 자와 6위 쿠로도인 자는 모두 전상인(殿上人)이라고 칭했다. 신계에서는 정6위가 최하위가 된다.
메이지 시대 이후는 소좌의 계급에 있는 사람이 이 정도에 서임되었다. 또한 오늘날 경찰은 경시정(警視正), 소방관은 소방감이 이 정도에 서임되었고, 시초촌 의회 의장에 있었던 자나, 특별한 시설이나 학교 설립자, 기타 업종 등에서 공로가 있었던 사람이 사후에 서임된다.

## 같이 보기
- 관위
- 추증
- 대부